# Borken (Meppen)
Borken is een plaats in de Duitse gemeente Meppen, deelstaat Nedersaksen, en telt, volgens de website van de gemeente, 532 inwoners (31 december 2020).
Het dorpje ligt 3 km ten oosten van het reeds sinds 1937 als natuurreservaat beschermde gebied Borkener Paradies. Dit natuurgebied, Duits kenmerk: NSG WE 022, is 33,4 hectare groot. Het bezit een veelzijdige landschapsstructuur met voormalige bosweides ( tot in de 19e eeuw markegebied, dus gemeenschappelijke weide), enig bos en een verlande arm van de rivier de Eems.

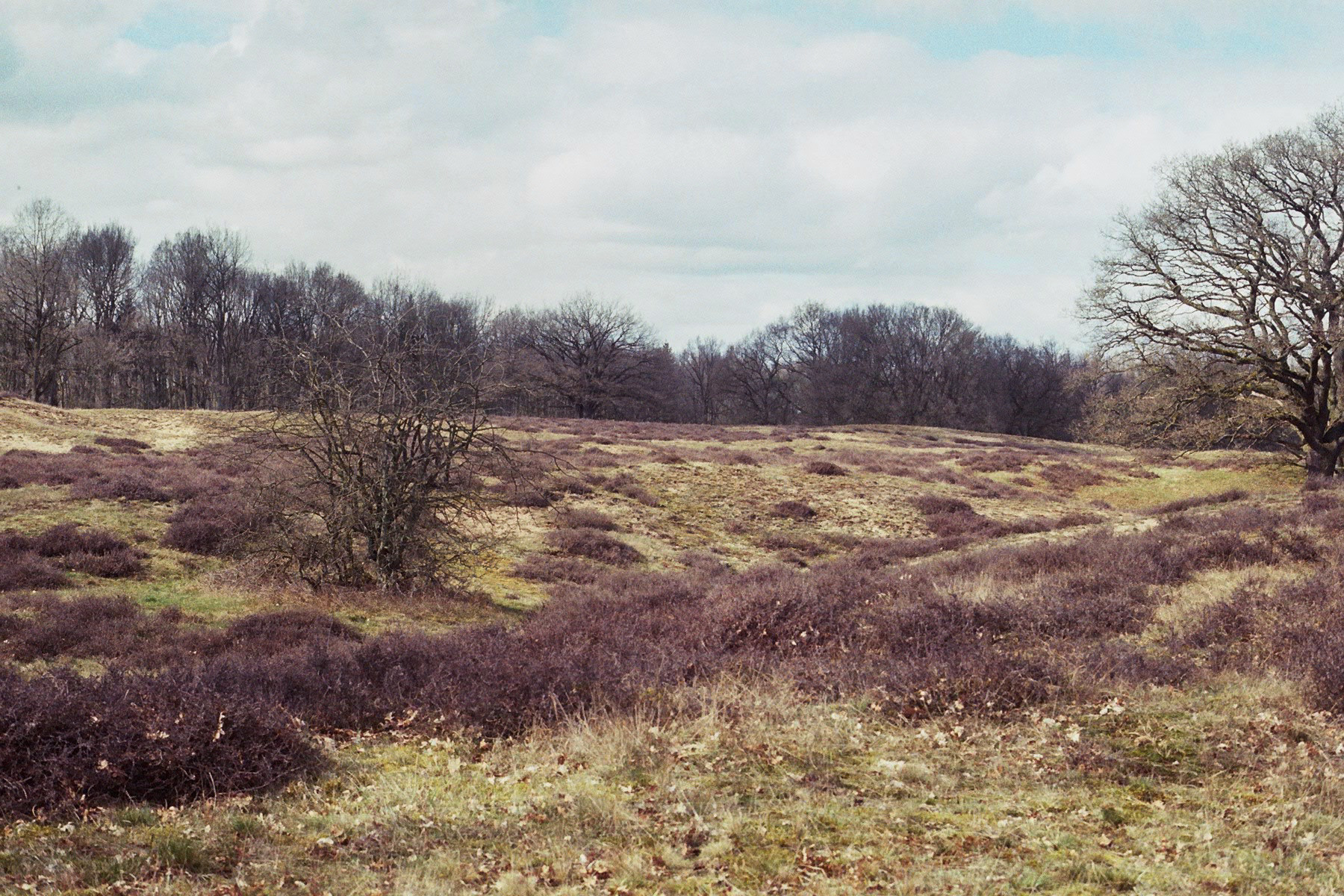
NSG "Borkener Paradies" (1)
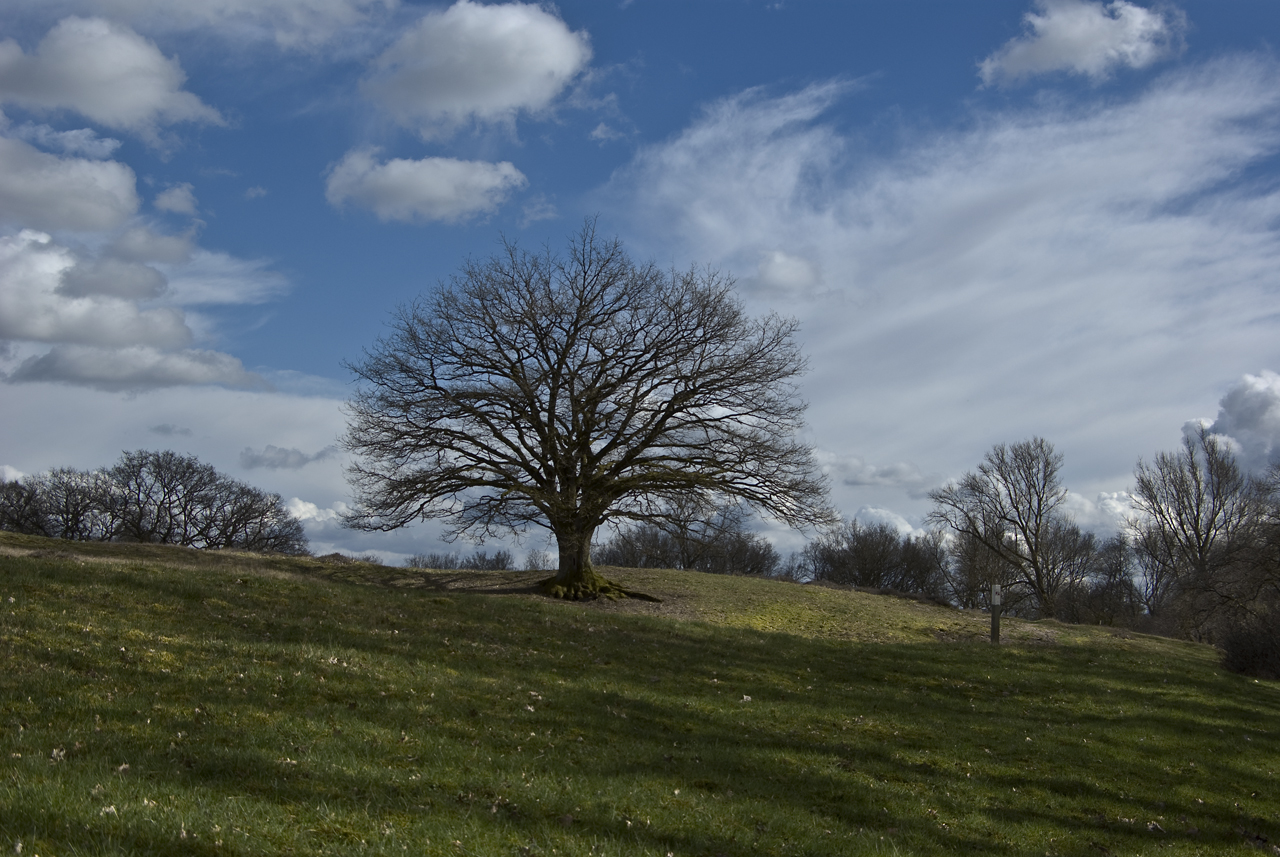
NSG "Borkener Paradies" (2)

Zie ook de hierboven aangehaalde pagina op de website van de gemeente.
- Virtual International Authority File: 311739205